# Campagna dell'Agro romano per la liberazione di Roma
La campagna dell'Agro romano per la liberazione di Roma fu una campagna militare volta alla conquista di Roma, condotta dai volontari di Giuseppe Garibaldi. Fu combattuta nel 1867 nel Lazio.
La campagna si concluse il 3 novembre con la battaglia di Mentana che terminò con la sconfitta di Garibaldi da parte dell'Esercito pontificio coadiuvato da un battaglione francese.

## Cronologia
Nel 1867, approfittando della popolarità derivatagli dalla vittoria di Bezzecca, Garibaldi stava ritentando l'impresa di invadere Roma, raccogliendo un corpo di volontari ai confini del Lazio. Il presidente del consiglio del Regno d'Italia, Urbano Rattazzi, agì in tempo facendo arrestare Garibaldii a Sinalunga (SI) e mandandolo all'isola di Caprera, dove fu posto sotto sorveglianza della Regia Marina. Tuttavia il 28 settembre un gruppo di volontari garibaldini passò il confine dello Stato Pontificio.
La situazione sfuggì nuovamente di mano alle autorità italiane quando, il 19 ottobre, il generale fuggì da Caprera, rischiando la vita perché circondato dalla Marina militare, raggiunse rocambolescamente la Sardegna a bordo di un'imbarcazione di fortuna, un beccaccino.
I volontari che parteciparono alla campagna militare, che inizialmente erano circa 8 000, furono radunati tra Terni ed Orvieto. Menotti Garibaldi, il figlio di Giuseppe Garibaldi, comandò l'area confinante con Roma, il generale Giovanni Acerbi la zona di Viterbo e il barone Giovanni Nicotera la zona di Frosinone. Vi furono numerosi scontri tra garibaldini e i soldati pontifici a Viterbo, Ronciglione, Bagnoregio, Nerola, Monte San Giovanni Campano, Montelibretti, Farnese e Subiaco.
Garibaldi da Caprera sbarcò in Toscana e raggiunse i suoi volontari nell'agro romano. Da qui impartì gli ordini e organizzò l'insurrezione di Roma. Il 22 ottobre due rivoluzionari, Giuseppe Monti e Gaetano Tognetti, fecero esplodere una mina nella caserma Serristori, causando 27 vittime. L'attentato doveva essere il segnale che faceva scattare la rivolta, ma la città non insorse.
Il 23 ottobre si ebbe il primo scontro tra garibaldini e soldati pontifici. Un drappello di settantasei volontari guidati da Enrico e Giovanni Cairoli, giunti per prendere contatto con i rivoluzionari romani, non trovarono nessuno ad attenderli e vennero sopraffatti dai Carabinieri svizzeri dell'esercito pontificio. Il fatto divenne noto come scontro di Villa Glori.
Negli stessi giorni la legione garibaldina si stava dirigendo verso Roma. Il 24 ottobre, i garibaldini ingaggiarono un duro scontro con i soldati pontifici nella piazzaforte di Monterotondo, che fu conquistata al termine di un assalto eseguito il 25 ottobre.
Dopo aver atteso invano l'insurrezione di Roma, e mentre le diserzioni si moltiplicavano, Garibaldi decise di raggiungere Tivoli per sciogliere la legione. Il 3 novembre, a Mentana, avvenne lo scontro, prima con i pontifici e subito dopo con i francesi. Terminati i combattimenti, circa 1300 garibaldini furono presi prigionieri, circa 150 furono i morti e numerosi i feriti, trasferiti all'ospedale Santo Spirito di Roma.

## Le sottoscrizioni per i reduci
Nel 1877 la "Società Reduci delle patrie battaglie" con una sottoscrizione nazionale realizzò l'ara-ossario, opera dell'architetto Fallani in peperino di Viterbo, dove riposano i 300 caduti dell'intera campagna del 1867. A questo si aggiunse nel 1905 l'attiguo museo (che conserva i cimeli garibaldini dal Brasile alla campagna di Grecia di Ricciotti Garibaldi), su progetto dell'architetto De Angelis.
Nel 1898 l'Italia riconobbe ufficialmente la campagna, concedendo a partire dal 1900 riconoscimenti, pensioni e medaglie a quanti vi avevano partecipato. Tra i riconoscimenti, tutti i partecipanti ebbero la medaglia dei "liberatori di Roma", analogamente ai bersaglieri che erano entrati nella capitale il 20 settembre 1870.